# 1920년 전국체육대회 개막식

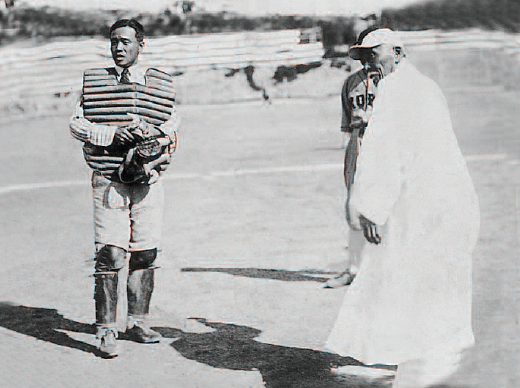
개막식에서 이상재(우측)가 시구를 하는 모습

1920년 전국체육대회 개막식은 일제강점기 조선 경기도 경성부에서 개최된 1920년 전국체육대회의 개막식이다. 1920년 11월 4일에 배재고등보통학교 운동장에서 진행되었다.

## 개막식
1920년 11월 4일 8시에 보성고등보통학교 운동장에서 선수단이 모여 군악단의 행진곡에 맞춰 후원사인 매일신보 사옥으로 이동하며 개막 행사가 시작되었다. 대회 후원사인 매일신보 사옥 정문 앞에 모여 경례를 하고 플레이볼 삼창을 한 후 행진곡에 맞춰 대한문을 지나 배재고등보통학교 운동장으로 이동했다. 배재고등보통학교 운동장에 도착한 선수단이 장내 순회를 한 후 선수단 입장식이 진행되었다. 조선체육회 이사장인 고원훈의 개회사가 진행된 후 경기에 관한 주의사항이 안내되었고, 이후 조선체육회 의원과 선수단이 기념 사진 촬영이 진행되었다. 대진 추첨과 시구식을 진행하며 대회 개막 행사가 완료되고 9시 30분부터 첫 경기가 시작되었다.

## 참고 문헌
- “대한체육회 국내종합경기대회”. 대한체육회.
- “제1회 전국체육대회”. 대한체육회.
- 《대한체육회 50년》. 대한체육회. 1970. 2020년 11월 8일에 원본 문서에서 보존된 문서. 2022년 11월 5일에 확인함.
- 《대한체육회 70년사》. 대한체육회. 1990. 2020년 11월 8일에 원본 문서에서 보존된 문서. 2022년 11월 5일에 확인함.
- 《대한체육회 90년사》. 대한체육회. 2011. 2020년 11월 8일에 원본 문서에서 보존된 문서. 2022년 11월 5일에 확인함.
- 대한체육회 100주년 기념사업부 (2020). 《대한민국 체육 100년》. 대한체육회. 2023년 9월 21일에 원본 문서에서 보존된 문서. 2024년 6월 7일에 확인함.
- “全鮮 第一回 야구대회: 활발한 각 선수 意氣衝天, 미려한 우승기와 본사의 은메달은 培材軍에 천지를 진동하게 하는 각처의 응원 소리는 실로 야구전이 생긴 이래에 조선인간에는 신기록, 本社 前에서 행진곡을 하며 賀禮를 표한 培材軍”. 매일신보. 1920년 11월 6일.

## 같이 보기
- 1920년 전국체육대회
- 1920년 전국체육대회 폐막식